# 346
346（三百四十六、さんびゃくよんじゅうろく）は自然数、また整数において、345の次で347の前の数である。

## 性質
- 346は合成数であり、約数は 1, 2, 173, 346 である。
  - 約数の和は522。
- 346 = 2 × 173
  - 3 + 4 + 6 = 2 + 1 + 7 + 3 より13番目のスミス数である。1つ前は319、次は355。
  - 111番目の半素数である。1つ前は341、次は355。
- 各位の和が13になる25番目の数である。1つ前は337、次は355。
- 各位の立方和が307になる最小の数である。次は364。(オンライン整数列大辞典の数列 A055012)
  - 各位の立方和が n になる最小の数である。1つ前の306は113355、次の308は1346。(オンライン整数列大辞典の数列 A165370)
- 346 = 112 + 152
  - 異なる2つの平方数の和で表せる104番目の数である。1つ前は340、次は349。(オンライン整数列大辞典の数列 A004431)
- 346 = 32 + 92 + 162 = 92 + 112 + 122
  - 3つの平方数の和2通りで表せる86番目の数である。1つ前は345、次は355。(オンライン整数列大辞典の数列 A025322)
  - 異なる3つの平方数の和2通りで表せる65番目の数である。1つ前は345、次は347。(オンライン整数列大辞典の数列 A025340)
- 4つの平方数の和15通りで表せる最小の数である。次は358。
  - 4つの平方数の和 n 通りで表せる最小の数である。1つ前の14通りは210、次の16通りは306。(オンライン整数列大辞典の数列 A025416)
- 346 = 13 + 13 + 13 + 73
  - 4つの正の数の立方数の和で表せる78番目の数である。1つ前は345、次は350。(オンライン整数列大辞典の数列 A003327)
  - 346 = 73 + 3
    - n = 3 のときの 7n + n の値とみたとき1つ前は51、次は2405。(オンライン整数列大辞典の数列 A226199)
- 桁の調和平均が4になる6番目の数である。1つ前は288、次は364。(オンライン整数列大辞典の数列 A062182)
例．3/1/3 + 1/4 + 1/6 = 4

## その他 346 に関連すること
- 三四六（さんしろう）は、ものまねタレント、ラジオパーソナリティ。
- シカード(USS Sicard, DD-346/DM-21/AG-100)は、アメリカ海軍の駆逐艦。
- エドウィン・A・ハワード(USS Edwin A. Howard, DE-346)は、アメリカ海軍の護衛駆逐艦。
- コーポラル(USS Corporal, SS-346)は、アメリカ海軍の潜水艦。
- DFS 346は、第二次世界大戦中のドイツのロケット実験機。
- テレビアニメ「アイドルマスターシンデレラガールズ」に登場する架空の芸能プロダクション『346プロダクション』。
- テレビアニメ「かみさまみならい ヒミツのここたま」に登場する架空のキャラクター「ミシル」の別名「コードネーム346」。